# Olešovice (Úterý)
Olešovice (německy Hangendorf) jsou malá vesnice, část města Úterý v okrese Plzeň-sever v Plzeňském kraji. Nachází se asi 1,5 kilometru východně od Úterý. Prochází zde silnice II/210. V roce 2011 zde trvale žilo 72 obyvatel. Jádro vsi je od roku 1995 vesnickou památkovou zónou.
Olešovice jsou také název katastrálního území o rozloze 6,68 km².

## Historie
První písemná zmínka o vesnici pochází z roku 1233. Na začátku osmdesátých let patnáctého století o vesnici vedli spor páni ze Švamberka s tepelským klášterem. Tomu měla vesnice připadnout na základě starší arbitráže mezi klášterem a Burianem II. z Gutštejna, ale roku 1480 král Vladislav Jagellonský marně vyzýval Bohuslava ze Švamberka, aby vesnici klášteru vydal. Bohuslavův syn Hynek ze Švamberka vedl jednání o vydání vesnice klášteru ještě v roce 1482 a definitivně Švamberkové Olešovice vydali až roku 1486.

## Obyvatelstvo
Při sčítání lidu v roce 1921 zde žilo 217 obyvatel (z toho 93 mužů), z nichž bylo 215 Němců a dva cizinci. Všichni se hlásili k římskokatolické církvi. Podle sčítání lidu z roku 1930 měla vesnice 244 obyvatel německé národnosti a římskokatolického vyznání.
| Rok            | 1869 | 1880 | 1890 | 1900 | 1910 | 1921 | 1930 | 1950 | 1961 | 1970 | 1980 | 1991 | 2001 | 2011 | 2021 |
| -------------- | ---- | ---- | ---- | ---- | ---- | ---- | ---- | ---- | ---- | ---- | ---- | ---- | ---- | ---- | ---- |
| Počet obyvatel | 234  | 238  | 237  | 231  | 242  | 217  | 238  | 117  | 95   | 97   | 78   | 73   | 60   | 72   | 87   |
| Počet domů     | 39   | 39   | 41   | 42   | 42   | 40   | 44   | 40   | 40   | 24   | 25   | 29   | 31   | 31   | 40   |

## Obecní správa
Při sčítání lidu v letech 1869–1950 Olešovice byly samostatnou obcí, se kterým patřily nejprve do okresu Teplá, ale v letech 1900–1930 v okrese Planá a v roce 1950 v okrese Stříbro. Od roku 1960 jsou částí města Úterý v okrese Plzeň-sever.

## Pamětihodnosti
- Kaple Panny Marie
- Zemědělský dvůr čp. 29

## Galerie

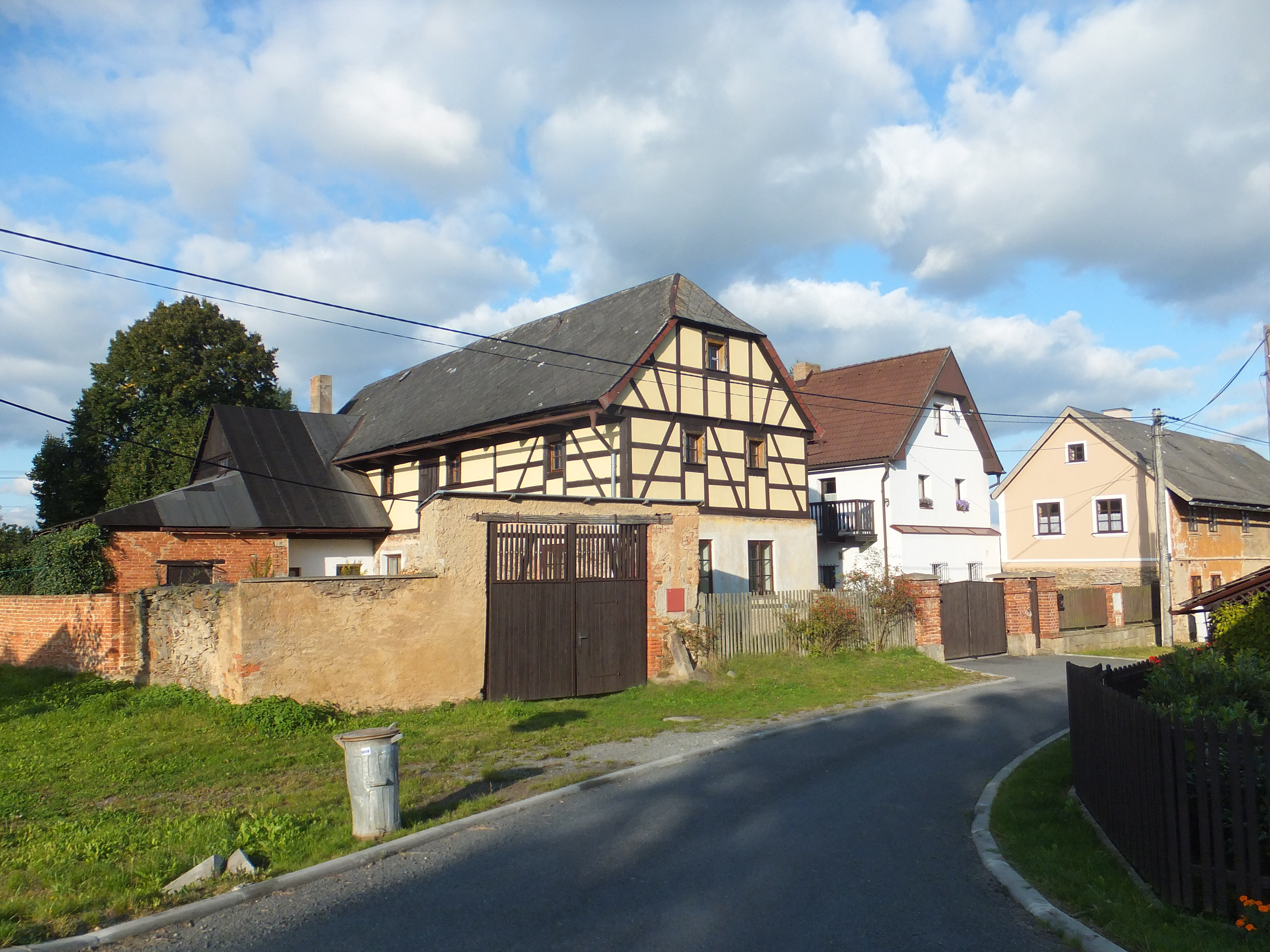
Zemědělský dvůr čp. 29
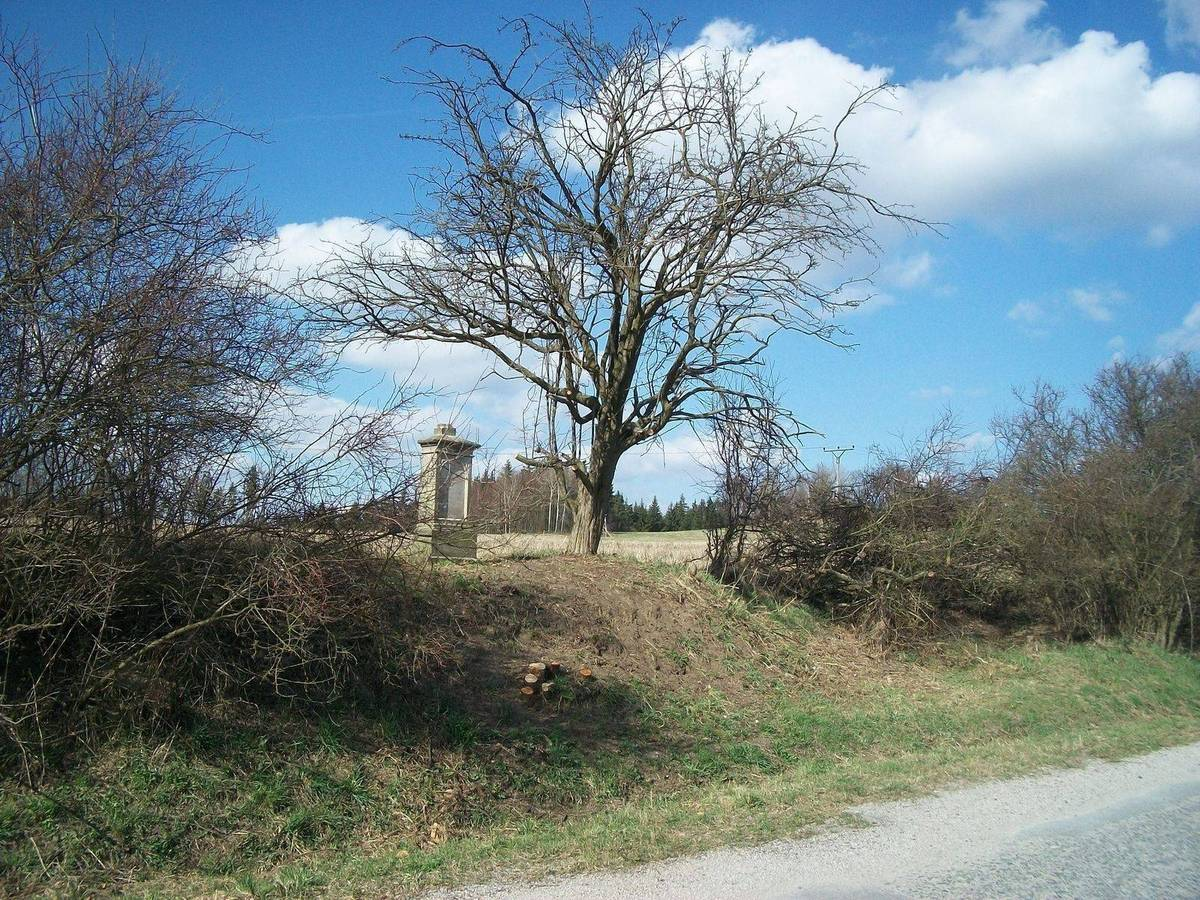
Pozůstatky kříže u cesty do Světce
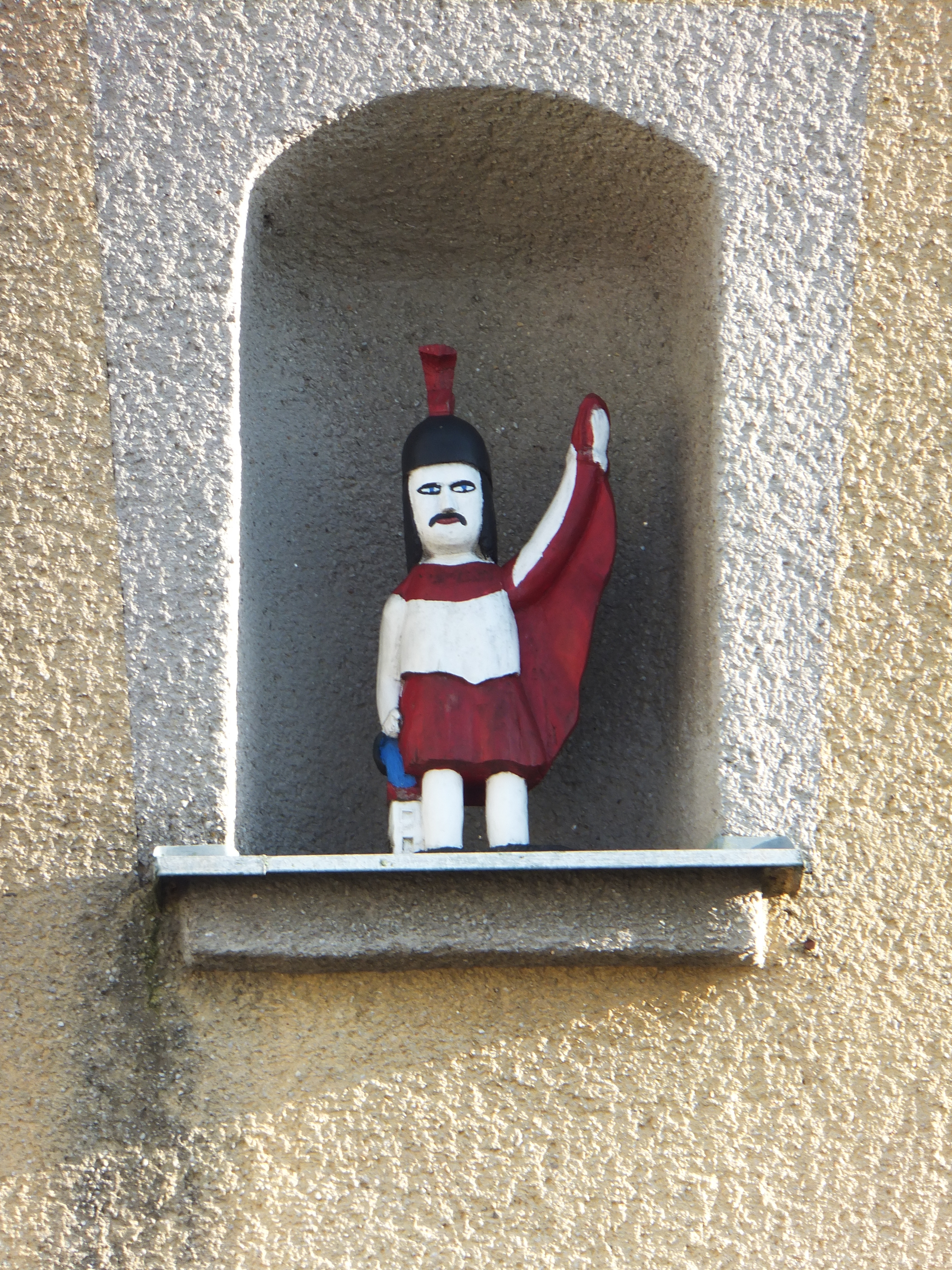
Soška svatého Floriána na domě čp. 6
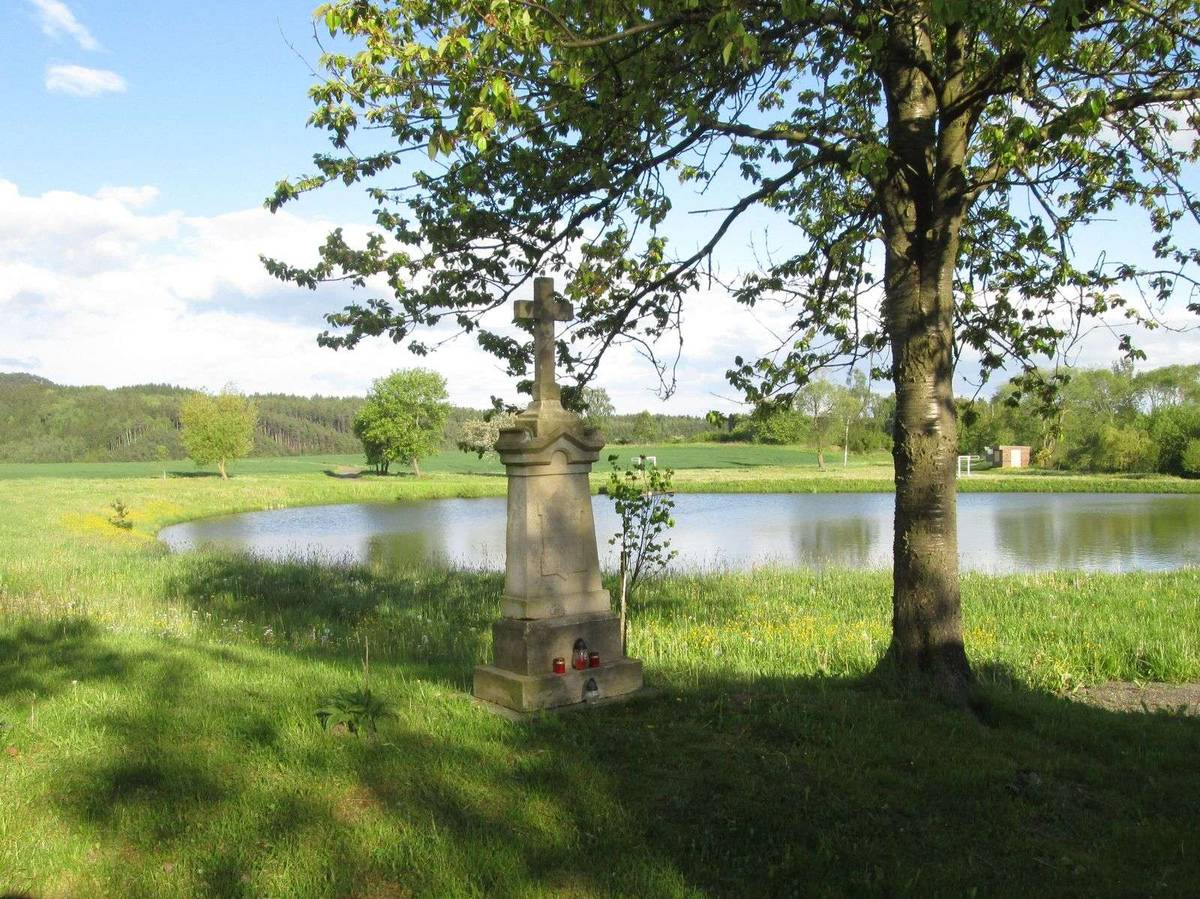
Kříž u rybníka
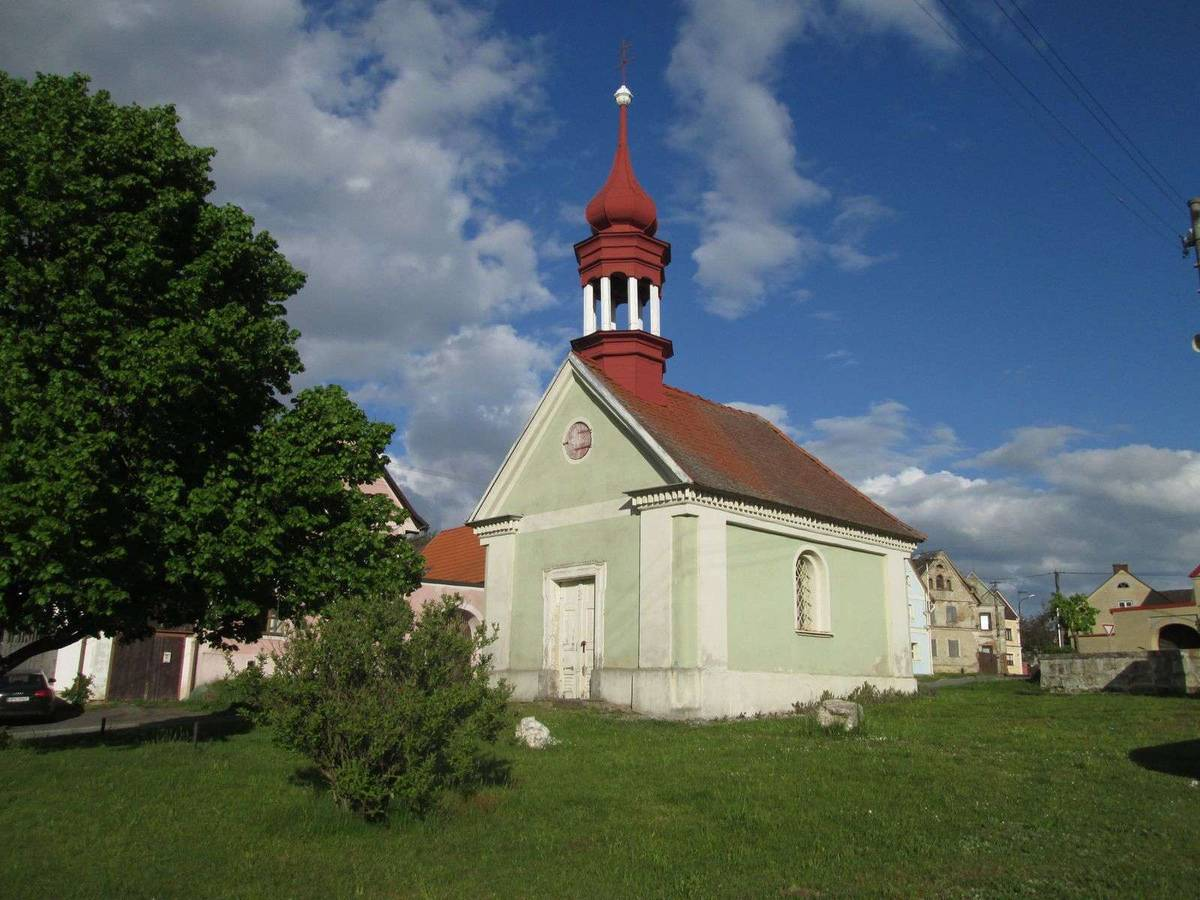
Kaple Panny Marie